# Tallium-trifluorid
A tallium-trifluorid talliumból és fluorból álló szervetlen kémiai vegyület. Képlete TlF3.

## Előállítása
Tallium-trioxid és fluor, bór-trifluorid vagy kén-tetraklorid reakciójával lehet előállítani:
{\displaystyle \mathrm {2\ Tl_{2}O_{3}+6\ F_{2}\longrightarrow 4\ TlF_{3}+3\ O_{2}} }

## Tulajdonságai
Fehér, szilárd anyag. Vízzel reagálva fekete termék, tallium-trihidroxid keletkezik:
{\displaystyle \mathrm {TlF_{3}+3\ H_{2}O\longrightarrow Tl(OH)_{3}+3\ HF} }
Hevítve bomlik, fluoratmoszférában azonban elolvad. Kristályszerkezete rombos, tércsoport  Pnma, analóg az itterbium-trifluoriddal.

## Fordítás
Ez a szócikk részben vagy egészben  a   Thallium(III)-fluorid című német Wikipédia-szócikk fordításán alapul.  Az eredeti cikk szerkesztőit annak laptörténete sorolja fel. Ez a jelzés csupán a megfogalmazás eredetét és a szerzői jogokat jelzi, nem szolgál a cikkben szereplő információk forrásmegjelöléseként.